# Euphyia fulvocinctata
Euphyia fulvocinctata là một loài bướm đêm trong họ Geometridae.